# Who the Hell Is Edgar?
"Who the Hell Is Edgar?" is een nummer van het Oostenrijkse duo Teya en Salena, uitgebracht op 8 maart 2023.  Het nummer zal Oostenrijk vertegenwoordigen op het Eurovisie Songfestival 2023 nadat het intern was geselecteerd door ORF, de Oostenrijkse omroep voor het Eurovisie Songfestival.  

## Eurovisiesongfestival
Op 31 januari 2023 maakte ORF bekend tijdens het radioprogramma Ö3-Wecker, uitgezonden op Ö3, dat ze Teya en Salena intern hadden geselecteerd om Oostenrijk te vertegenwoordigen op het Eurovisie Songfestival 2023 met een lied dat door de zangers zelf was geschreven tijdens een songwritingkamp in Tsjechië. 
Op 7 maart maakten beide artiesten bekend dat de titel van hun inzending "Who the Hell Is Edgar?" was, een verwijzing naar de Amerikaanse schrijver en literair criticus Edgar Allan Poe. 